# Championnat de Cuba de football 2002-2003
Navigation
Saison précédente Saison suivante
La saison 2002-2003 du Championnat de Cuba de football est la quatre-vingt-huitième édition du Campeonato Nacional de Fútbol, le championnat de première division à Cuba. Il met aux prises les équipes représentant les provinces de l'île. Il n'y a donc ni promotion, ni relégation en fin de saison.
La compétition comporte trois phases : 
- Les seize équipes sont réparties en quatre groupes de quatre, par zones géographiques. Chacune dispute quatorze rencontres (deux contre celles de son groupe et deux contre les membres d'un autre groupe) et les deux premiers de chaque groupe (et les deux meilleurs troisièmes) poursuivent la compétition.
- Lors de la seconde phase, les dix qualifiés sont regroupés au sein d'une poule unique. Ils se rencontrent deux fois, à domicile et à l'extérieur. Les quatre premiers se qualifient pour la phase finale.
- La phase finale voit les quatre formations encore en lice s'affronter en matchs à élimination directe (demi-finales et finale), en rencontres aller et retour.

C'est le FC Villa Clara qui remporte la compétition cette saison après avoir battu en finale le FC Ciudad de La Habana. Il s'agit du neuvième titre de champion de Cuba de l'histoire du club.

## Les clubs participants
- FC Villa Clara
- FC Cienfuegos
- FC Ciudad de La Habana
- FC Pinar del Río
- CF Camagüey
- FC Provincia La Habana
- FC Matanzas
- FC Isla de la Juventud
- FC Ciego de Ávila
- FC Industriales
- FC Sancti Spíritus
- CF Granma
- FC Guantánamo
- FC Holguín
- FC Santiago de Cuba
- FC Las Tunas

## Compétition
Le barème de points servant à établir les différents classements se décompose ainsi :
- Victoire : 3 points
- Match nul puis victoire aux tirs au but : 2 points
- Match nul puis défaite aux tirs au but : 1 point
- Défaite : 0 point

### Première phase
| Rang | Équipe                 | Pts | J  | G | N   | P | Bp | Bc | Diff |
| ---- | ---------------------- | --- | -- | - | --- | - | -- | -- | ---- |
| 1    | FC Pinar del Río       | 24  | 13 | 7 | 1/1 | 4 | 21 | 9  | +12  |
| 2    | FC Ciudad de La Habana | 24  | 14 | 6 | 3/0 | 5 | 18 | 20 | -2   |
| 3    | FC Provincia La Habana | 19  | 13 | 6 | 0/1 | 6 | 16 | 26 | -10  |
| 4    | FC Isla de la Juventud | 6   | 11 | 1 | 0/3 | 7 | 10 | 36 | -26  |

| Rang | Équipe          | Pts | J  | G  | N   | P | Bp | Bc | Diff |
| ---- | --------------- | --- | -- | -- | --- | - | -- | -- | ---- |
| 1    | FC Villa Clara  | 37  | 14 | 12 | 0/1 | 1 | 49 | 7  | +42  |
| 2    | FC Cienfuegos   | 22  | 12 | 6  | 2/0 | 4 | 23 | 8  | +15  |
| 3    | FC Matanzas     | 16  | 14 | 4  | 1/2 | 7 | 15 | 26 | -11  |
| 4    | FC Industriales | 8   | 13 | 1  | 2/1 | 9 | 7  | 27 | -20  |

| Rang | Équipe             | Pts | J  | G | N   | P | Bp | Bc | Diff |
| ---- | ------------------ | --- | -- | - | --- | - | -- | -- | ---- |
| 1    | CF Camagüey        | 33  | 14 | 7 | 5/2 | 0 | 14 | 4  | +10  |
| 2    | FC Ciego de ÁvilaT | 27  | 13 | 6 | 4/1 | 2 | 18 | 11 | +7   |
| 3    | FC Sancti Spíritus | 21  | 14 | 4 | 4/1 | 5 | 11 | 14 | -3   |
| 4    | FC Las Tunas       | 14  | 14 | 2 | 2/4 | 6 | 11 | 17 | -6   |

| Rang | Équipe              | Pts | J  | G | N   | P | Bp | Bc | Diff |
| ---- | ------------------- | --- | -- | - | --- | - | -- | -- | ---- |
| 1    | CF Granma           | 20  | 13 | 5 | 1/4 | 3 | 13 | 11 | +2   |
| 2    | FC Holguín          | 20  | 14 | 5 | 2/1 | 6 | 10 | 10 | 0    |
| 3    | FC Guantánamo       | 15  | 13 | 2 | 2/5 | 4 | 11 | 15 | -4   |
| 4    | FC Santiago de Cuba | 11  | 13 | 2 | 1/3 | 7 | 11 | 17 | -6   |

|  | Qualification pour la seconde phase |
|  | T : Tenant du titre                 |

- Plusieurs rencontres ont été reportées et n'ont finalement jamais été jouées, sans avoir d'incidence sur le classement final.

### Seconde phase
| Rang | Équipe                 | Pts | J  | G  | N   | P  | Bp | Bc | Diff |
| ---- | ---------------------- | --- | -- | -- | --- | -- | -- | -- | ---- |
| 1    | FC Villa Clara         | 42  | 18 | 10 | 5/2 | 1  | 30 | 7  | +23  |
| 2    | FC Pinar del Río       | 34  | 18 | 8  | 4/3 | 3  | 23 | 12 | +11  |
| 3    | FC Ciudad de La Habana | 31  | 18 | 9  | 0/4 | 5  | 27 | 16 | +11  |
| 4    | FC Cienfuegos          | 29  | 18 | 9  | 0/2 | 7  | 20 | 21 | -1   |
| 5    | CF Camagüey            | 29  | 18 | 7  | 4/0 | 7  | 15 | 19 | -4   |
| 6    | FC Holguín             | 25  | 18 | 5  | 4/2 | 7  | 14 | 17 | -3   |
| 7    | CF Granma              | 25  | 18 | 5  | 2/6 | 5  | 15 | 21 | -6   |
| 8    | FC Ciego de ÁvilaT     | 21  | 18 | 5  | 2/2 | 9  | 23 | 20 | +3   |
| 9    | FC Sancti Spíritus     | 19  | 18 | 4  | 4/2 | 8  | 22 | 21 | +1   |
| 10   | FC Provincia La Habana | 11  | 18 | 3  | 0/2 | 13 | 11 | 45 | -34  |

|  | Qualification pour la phase finale |
|  | T : Tenant du titre                |

### Phase finale

#### Demi-finales
| Équipe 1               | Résultat | Équipe 2         | Aller | Retour |
| ---------------------- | -------- | ---------------- | ----- | ------ |
| FC Cienfuegos          | 1 - 4    | FC Villa Clara   | 0 - 2 | 1 - 2  |
| FC Ciudad de La Habana | 3 - 2    | FC Pinar del Río | 1 - 0 | 2 - 2  |

#### Finale
| Équipe 1               | Résultat | Équipe 2       | Aller | Retour |
| ---------------------- | -------- | -------------- | ----- | ------ |
| FC Ciudad de La Habana | 0 - 3    | FC Villa Clara | 0 - 1 | 0 - 2  |

## Bilan de la saison
| Championnat de Cuba de football 2002-2003 |                           |
| Champion                                  | FC Villa Clara (9e titre) |
| Qualifications continentales              |                           |
| CFU Club Championship 2003                | Aucun                     |
| Promotions et relégations                 |                           |
| Promus en Campeonato Nacional             | Aucun                     |
| Relégués                                  | Aucun                     |